# Gunnar Jepson
Gunnar Jepson, född 22 mars 1913 i Gävle, död 24 oktober 2001 i Västerås, var en svensk väg- och vattenbyggnadsingenjör.
Jepson, som var son till lantmätare Tuwe Jepson och Louise Du Rietz, avlade studentexamen i Stockholm 1931, utexaminerades från Kungliga Tekniska högskolan 1937 och blev kapten i Väg- och vattenbyggnadskåren 1947. Han anställdes AB Vattenbyggnadsbyrån i Stockholm 1937, blev byråingenjör vid Borås stads byggnadskontor 1942, var driftsingenjör och förste ingenjör vid Västerås stads tekniska verk 1944–1947, blev byggnadschef vid Sandvikens stads byggnadskontor 1947, överingenjör vid Västerås stads tekniska verk 1957, vid gatukontoret där 1958 och var gatuchef 1965–1978.  Han var fullmäktigeledamot i Svenska väg- och vattenbyggares riksförbund  och styrelseledamot i Tekniska föreningen. Jepson är begravd på Norra begravningsplatsen utanför Stockholm.